# Liberius (Bischof von Rom)
Liberius (lat. für „der Freie“; * in Rom; † 24. September 366) war vom 17. Mai 352 bis zu seinem Tod Bischof von Rom.

## Leben

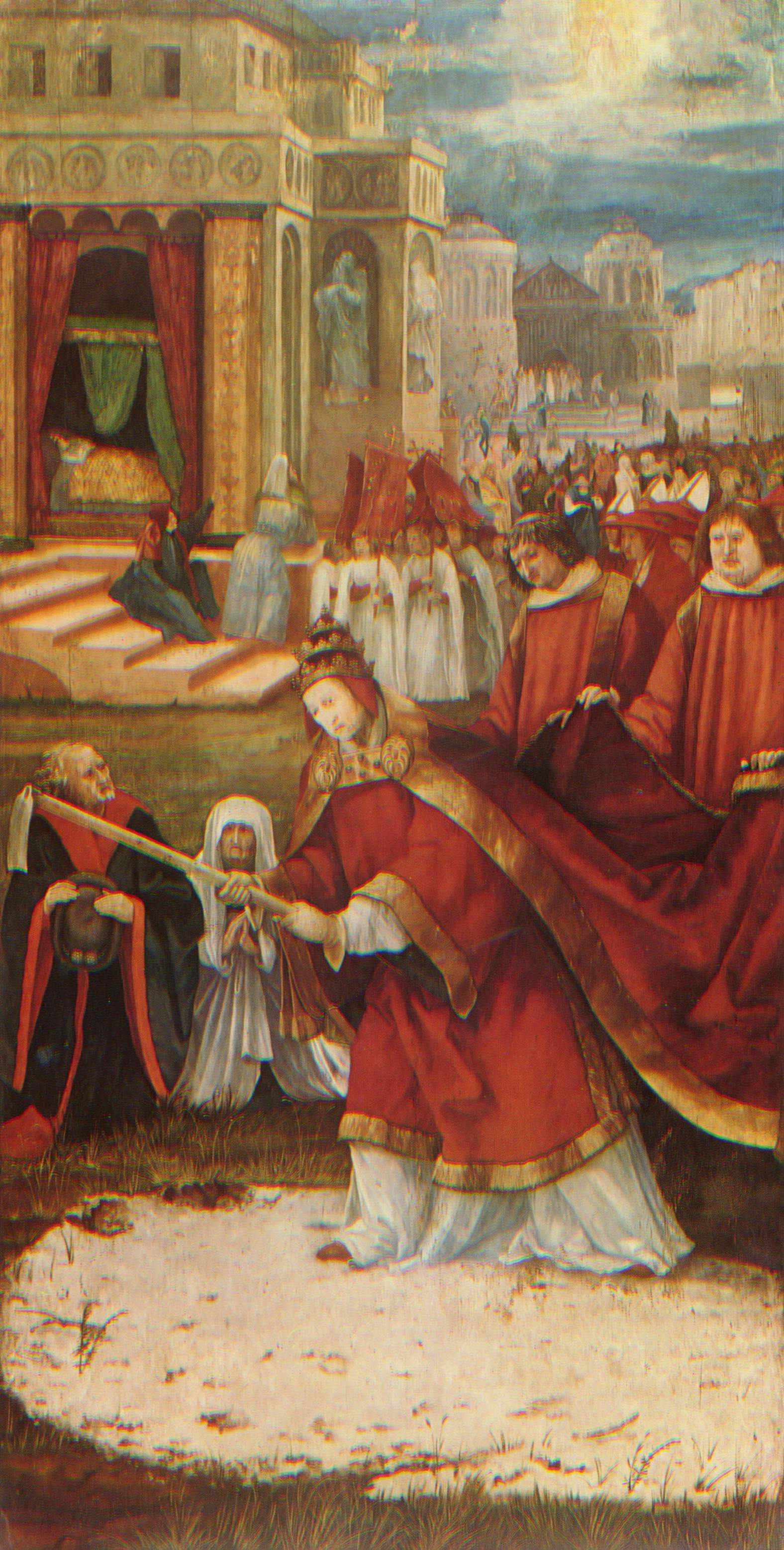
Gründung von Santa Maria Maggiore in Rom durch Papst Liberius, Altarbild von Matthias Grünewald (um 1518; Augustinermuseum, Freiburg im Breisgau)

Sein Pontifikat war vom arianischen Streit geprägt. Er vertrat ursprünglich die Position des Athanasius gegen den Arianismus. Nachdem er diesen Standpunkt trotz Drohung nicht aufgab, verbannte ihn der arianerfreundliche Constantius II., alleiniger Kaiser seit 353, im Anschluss an das Konzil von Mailand im Jahr 355 nach Thrakien. Liberius hatte zuvor die ihm von Constantius’ Höfling Eusebius überbrachten Geschenke ostentativ abgelehnt. Er wurde dann von dem Stadtpräfekten Flavius Leontius im Schutze der Nacht aus Rom nach Mediolanum (heute Mailand) gebracht, wo er direkt mit dem Kaiser stritt, der ihn schließlich verbannte. Liberius’ Standfestigkeit soll sogar so weit gegangen sein, dass er das Geld ablehnte, das ihm der Kaiser und dessen Frau Eusebia zur Deckung seiner Unkosten anboten. Nach der Verbannung machte Constantius Felix II. zum Gegenbischof von Rom. In der Verbannung machte Liberius dann allerdings Zugeständnisse und verurteilte zuletzt sogar Athanasius, worauf er 358 wieder nach Rom zurückkehren konnte. Vier Briefe, die er im Exil verfasste, sind erhalten. Andere Bischöfe in der Verbannung, die wie Eusebius von Vercelli nicht widerrufen hatten, verurteilten Liberius daraufhin wegen seiner Haltung.
Wegen seiner schwankenden Haltung zum Arianismus wurde Liberius als erster römischer Papst später nicht als Heiliger verehrt. Man vermutet, dass seine Reliquien in einem der Seitenaltäre der Basilika Hll. Philippus und Jakobus eingebettet sind.
Der Überlieferung zufolge ließ Liberius auf dem Esquilin nach einem „Schneewunder“ am Morgen des 5. Augusts 358 die Basilika Santa Maria Maggiore errichten.

## Gedenktag
Seine Gedenktage in der Liturgie sind in der römisch-katholischen Kirche der 23. September, in den orthodoxen Kirchen der 27. August.